# Vilhivți, Cemerivți
Vilhivți (în ucraineană Вільхівці) este localitatea de reședință a comunei Vilhivți din raionul Cemerivți, regiunea Hmelnîțkîi, Ucraina.

## Demografie
Componența lingvistică a localității Vilhivți
     Ucraineană (99,34%)
     Alte limbi (0,66%)
Conform recensământului din 2001, majoritatea populației localității Vilhivți era vorbitoare de ucraineană (99,34%), existând în minoritate și vorbitori de alte limbi.